# Carbonio blu

Ciclo del carbonio. I numeri neri indicano la riserva di carbonio in ogni distretto, in miliardi di tonnellate. I numeri viola indicano quanto di questo carbonio viene mobilizzato ogni anno da una riserva all'altra.

Il termine carbonio blu viene utilizzato nel contesto della mitigazione del cambiamento climatico e si riferisce a «flussi di carbonio, guidati biologicamente, e stoccaggio in sistemi marini che possono essere gestiti».p. 2220
Gli ecosistemi marini possono contribuire alla mitigazione del cambiamento climatico e anche all'adattamento basato sugli ecosistemi; tuttavia, quando gli ecosistemi costieri vengono degradati o persi, rilasciano carbonio nell'atmosfera.

## Definizione
Il Gruppo intergovernativo sul cambiamento climatico (IPCC) definisce il concetto di "carbonio blu" (blue carbon) come «flussi di carbonio, guidati biologicamente, e stoccaggio in sistemi marini che possono essere gestiti»;p. 2220 il concetto di "carbonio blu costiero" (coastal blue carbon) si riferisce alla «vegetazione radicata nelle zone costiere, come le paludi salmastre, le mangrovie e le praterie di fanerogame marine», per il ruolo che possono svolgere nella cattura e sequestro del carbonio.
Alcuni usano una definizione più ampia di "carbonio blu", includendo alghe (macroalghe), sedimenti marini di piattaforma e assorbimento di carbonio negli oceani.p. 764
La vegetazione marina viene definita anche "foreste blu", distinguendole dalle "foreste verdi" che crescono sulla terra.
Nell'ambito della cattura e sequestro del carbonio, i metodi di gestione del carbonio blu possono essere raggruppati in metodi di rimozione biologica dell'anidride carbonica (CO₂) basati sugli oceani.p. 764
C'è un crescente interesse nello sviluppo del potenziale del carbonio blu.
Sono in corso ricerche ed esperimenti. In alcuni casi è stato riscontrato che questi tipi di ecosistemi rimuovono molto più carbonio per area rispetto alle foreste terrestri. Tuttavia, l'efficacia a lungo termine del carbonio blu, come soluzione per la rimozione dell'anidride carbonica, rimane contestata.

## Serbatoi di carbonio
Oltre il 55% del carbonio biologico catturato a livello globale proviene da organismi marini viventi.pp. 45-86
Storicamente, gli oceani, l'atmosfera, i suoli e gli ecosistemi forestali terrestri sono stati i più grandi serbatoi naturali di carbonio. La ricerca sul ruolo degli ecosistemi costieri con vegetazione ha evidenziato la loro potenziale efficacia come pozzi di assorbimento del carbonio.
Benché gli habitat vegetali nell'oceano coprano meno dello 0,5% dei fondali marini, sono responsabili di oltre il 50%, e potenzialmente sino al 70%, dello stoccaggio del carbonio nei sedimenti oceanici. Le paludi salmastre, le mangrovie e le praterie di fanerogame marine costituiscono la maggior parte degli habitat vegetali negli oceani, ma rappresentano solo lo 0,05% della biomassa vegetale terrestre.
Possono immagazzinare una quantità equivalente di carbonio all'anno e sono serbatoi di carbonio molto efficienti sequestrando il carbonio nei sedimenti sottostanti, nella biomassa sotterranea e nella biomassa morta.
Il carbonio blu può essere trattenuto per milioni di anni nei sedimenti vegetali sottostanti derivanti da foglie, steli, rami o radici. Le stime della capacità di seppellimento del carbonio blu a lungo termine sono ancora incerte. Benché gli ecosistemi costieri con vegetazione coprano un'area inferiore e abbiano meno biomassa fuori terra rispetto alle piante terrestri, gli stessi possono avere un impatto sul sequestro del carbonio a lungo termine, specialmente nei serbatoi di sedimentazione.
Una delle principali preoccupazioni è che questi importanti ecosistemi marini stiano scomparendo più velocemente di qualsiasi altro ecosistema del pianeta. Le stime attuali suggeriscono una perdita del 2-7% all'anno, che non è solo una perdita di sequestro di carbonio, ma anche una perdita di habitat importante per la gestione del clima, la protezione delle coste e la conservazione della salute.

## Ecosistemi del carbonio blu

### Paludi salmastre

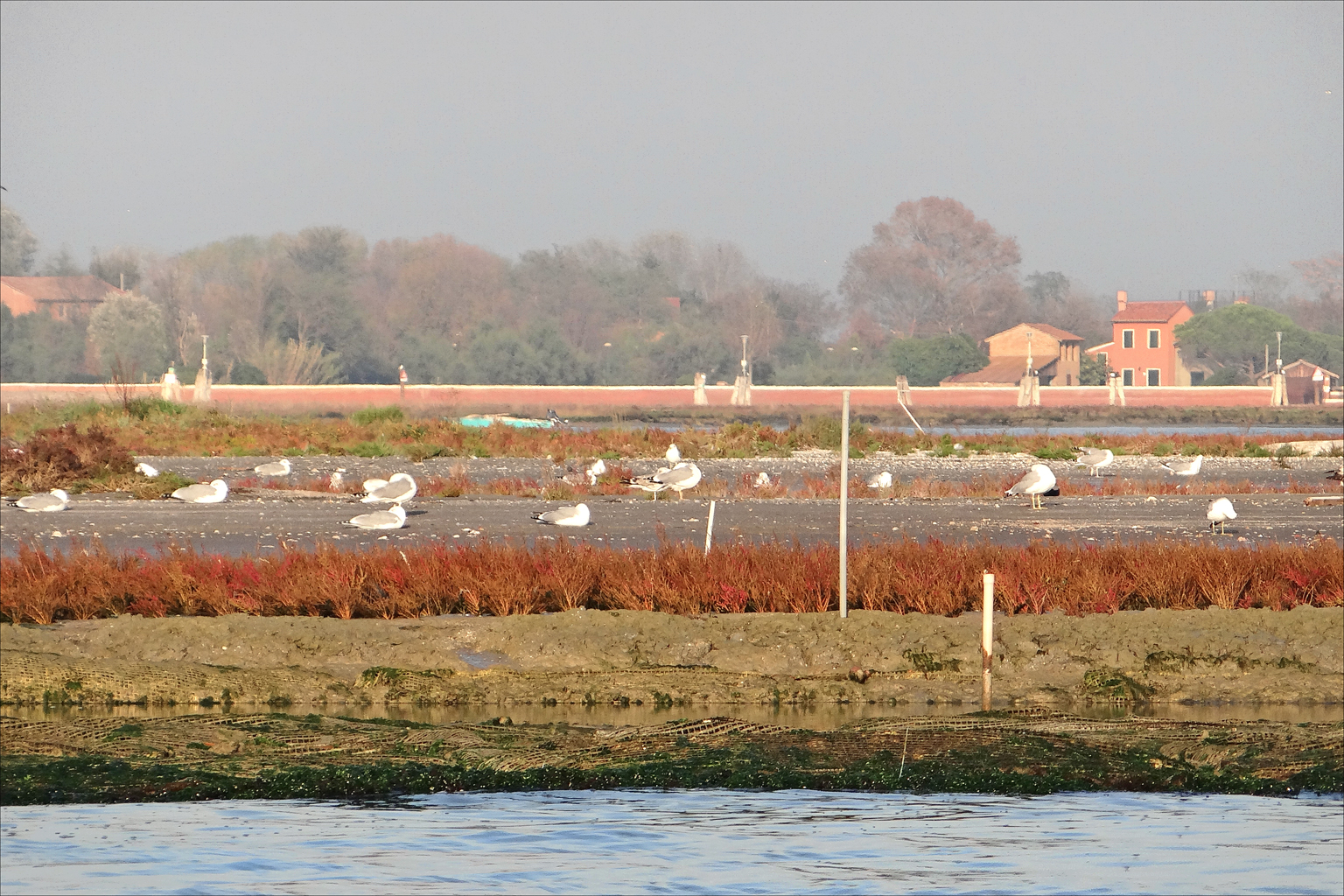
Laguna di Venezia.

Le paludi salmastre, ecosistemi intertidali dominati da vegetazione erbacea, si trovano dalle coste nell'Artico a quelle subtropicali, mentre ai tropici dominano le mangrovie. Le paludi hanno un'elevata produttività, con gran parte della produzione primaria di biomassa sotterranea; una biomassa che può formare depositi sino a 8 m di profondità.
Le paludi costituiscono un prezioso habitat per piante, uccelli e avannotti, proteggono le coste da mareggiate e inondazioni e possono ridurre l'eutrofizzazione nelle acque costiere.
Come le mangrovie e le fanerogame marine, anche le paludi salmastre sono importanti serbatoi di carbonio. Le paludi sequestrano il carbonio nella biomassa sotterranea a causa degli alti tassi di sedimentazione organica e della decomposizione anaerobica.
Le paludi salmastre coprono approssimativamente da 22 000 a 400000 km² in tutto il mondo, con un tasso di seppellimento del carbonio stimato di 210 g di carbonio per m² per anno.
Le paludi marine sono state gestite per secoli dagli uomini, per il pascolo, la fienagione, l'agricoltura, lo sviluppo e i porti, le vasche di evaporazione per la produzione di sale, l'acquacoltura, il controllo degli insetti, l'energia mareomotrice e la protezione dalle inondazioni.
Le paludi sono anche sensibili all'inquinamento da petrolio, alle sostanze chimiche industriali e, molto spesso, dall'eutrofizzazione. Le specie introdotte, l'innalzamento del livello del mare, le dighe e la diminuzione della sedimentazione sono cambiamenti a lungo termine che influenzano l'habitat palustre e, a loro volta, possono influire sul loro potenziale di sequestro del carbonio.

### Mangrovie

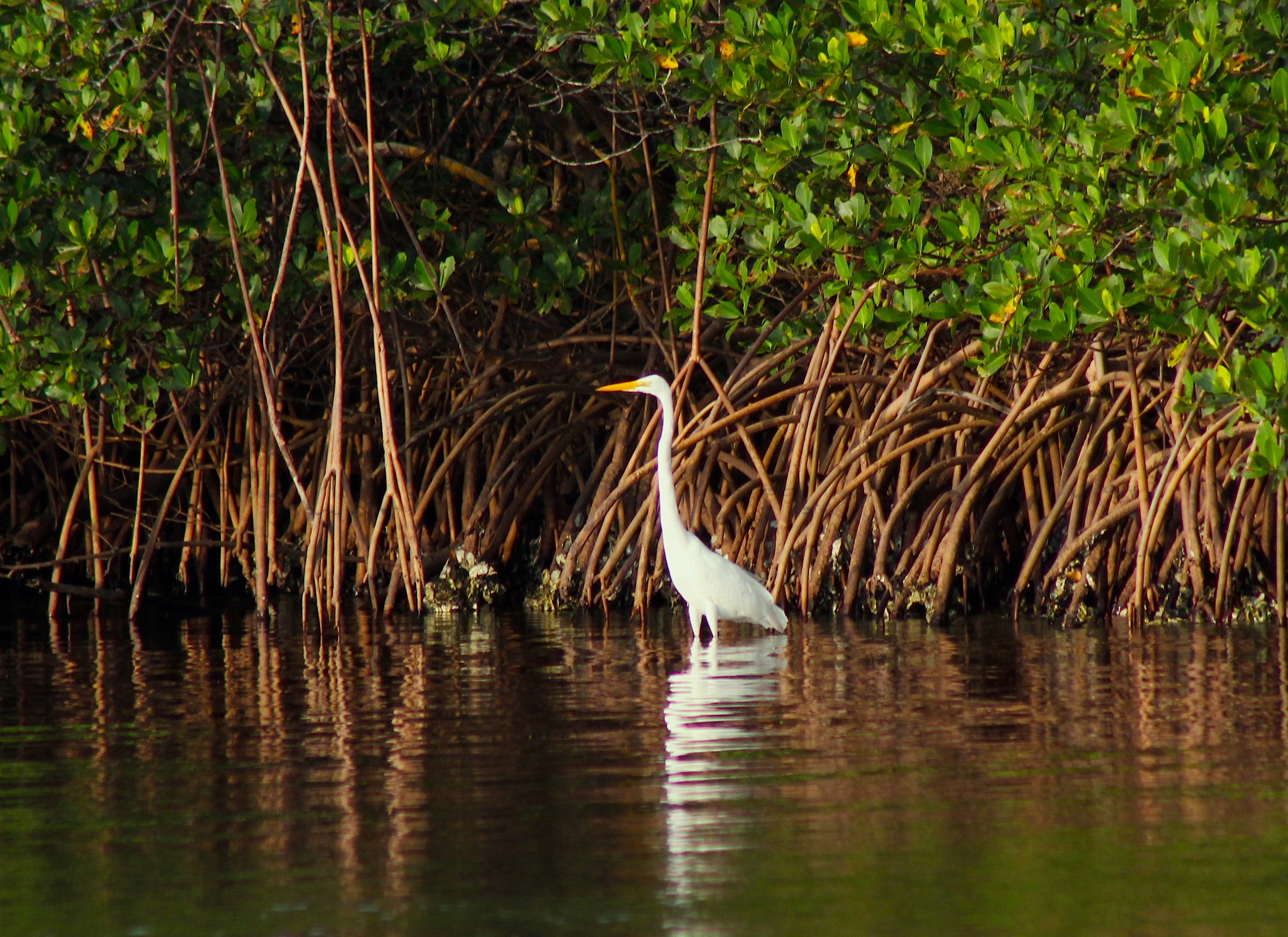
Foresta di mangrovie con airone bianco maggiore.

Le mangrovie sono alofite legnose che formano foreste intertidali e forniscono importanti servizi ecosistemici come protezione costiera, vivaio di pesci e molluschi costieri, prodotti forestali, attività ricreative, filtrazione dei nutrienti e sequestro del carbonio.
Le mangrovie si trovano in 105 paesi, lungo le coste, in acque subtropicali e tropicali, a seconda della temperatura, delle precipitazioni, delle maree, delle onde e del flusso dell'acqua.
Le mangrovie crescono all'intersezione tra terra e mare, hanno componenti semiterrestri e marini e includono adattamenti unici tra cui radici aeree, embrioni vivipari e meccanismi di ritenzione dei nutrienti altamente efficienti.
A livello globale, nel 2012 le mangrovie hanno immagazzinato 4,19 ± 0,62 petagrammi (Pg) di carbonio, di cui il 50% in Indonesia, Brasile, Malaysia e Papua Nuova Guinea. 2,96 ± 0,53 Pg di questo stock era contenuto nel suolo e 1,23 ± 0,06 Pg nella biomassa vivente; di questi 1,23 Pg, circa 0,41 ± 0,02 Pg si trovava nel sistema radicale della biomassa sotterranea e circa 0,82 ± 0,04 Pg si trovava nella biomassa vivente fuori terra.
È stato calcolato che nel 2020 le mangrovie occupavano a livello mondiale 147359 km², di cui circa il 32% in Indonesia.
Le foreste di mangrovie sono responsabili per circa il 10% del seppellimento globale di carbonio, con un tasso stimato di seppellimento di 174 g di carbonio per m² per anno; rappresentano il 3% del sequestro globale del carbonio da parte delle foreste tropicali e il 14% del seppellimento globale del carbonio degli oceani costieri.
Le mangrovie sono soggette a inondazioni, maremoti, cicloni tropicali, fulmini, malattie, parassiti e cambiamenti nella qualità o nella temperatura dell'acqua. Sebbene siano resistenti a molte interferenze naturali, sono altamente suscettibili agli impatti antropici: sviluppo urbano, acquacoltura, estrazione mineraria e sfruttamento eccessivo di crostacei, molluschi, pesci e legname. 
Le dighe minacciano gli habitat rallentando la quantità di acqua dolce che raggiunge le mangrovie. Poiché le barriere coralline rallentano l'energia delle onde a un livello più tollerabile per le mangrovie, la loro distruzione ha un ruolo importante per la salute dell'habitat delle mangrovie.
Le mangrovie forniscono servizi ecosistemici e un sequestro del carbonio di importanza mondiale e sono quindi un habitat importante da conservare e da riparare ove possibile.

### Praterie marine

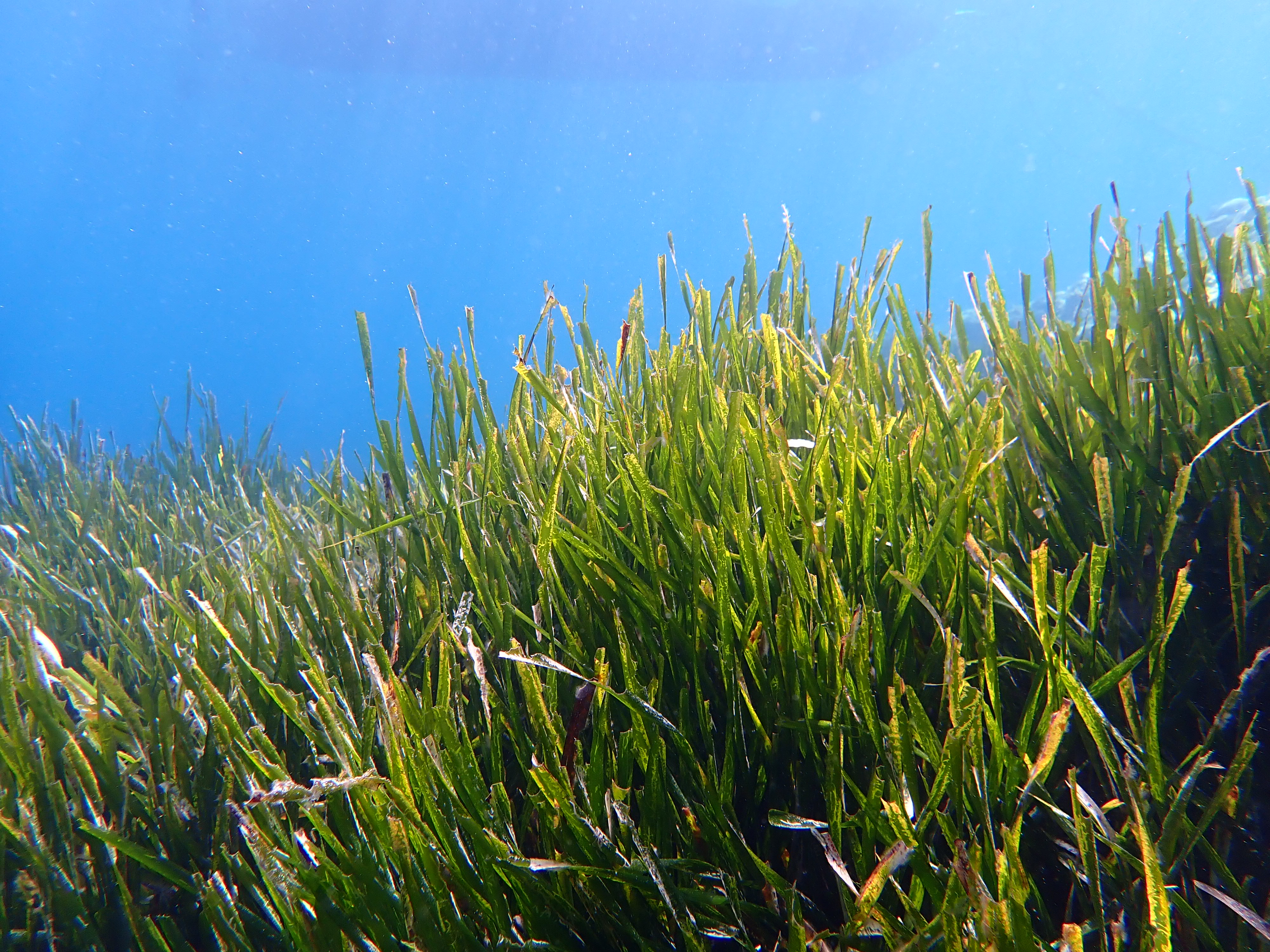
Posidonia oceanica.

Le praterie marine (o fanerogame marine) sono un gruppo di circa 60 specie di angiosperme che si sono adattate alla vita acquatica e possono crescere nelle praterie lungo le coste di tutti i continenti, ad eccezione dell'Antartide.
Le praterie marine si formano sino a una profondità massima di 50 m, a seconda della qualità dell'acqua e della disponibilità di luce, e possono comprendere sino a 12 specie diverse per prateria. Queste praterie marine sono habitat altamente produttivi che forniscono molti servizi ecosistemici, tra cui la stabilizzazione dei sedimenti, l'habitat e la biodiversità, il miglioramento della qualità dell'acqua e il sequestro di carbonio e dei nutrienti.
La superficie documentata delle praterie marine è di 177000 km², ma l'area effettiva è stimata tra 300 000 e 600000 km².
Benché le praterie marine rappresentino solo lo 0,1% della superficie del fondo oceanico, rappresentano dal 10 al 18% del seppellimento totale di carbonio nell'oceano.
Le praterie marine mondiali immagazzinano sino a 19,9 Pg di carbonio organico. Il carbonio si accumula principalmente nei sedimenti marini, che sono anossici e quindi conservano il carbonio organico su scale temporali anche millenarie.
Elevati tassi di accumulo, basso contenuto di ossigeno, bassa conduttività dei sedimenti e tassi di decomposizione microbica più lenti incoraggiano il seppellimento e l'accumulo di carbonio in questi sedimenti costieri. Mentre gli habitat terrestri perdono le loro riserve di carbonio a causa della decomposizione o di incendi o di deforestazione, i serbatoi di carbonio marini possono trattenere il carbonio per periodi di tempo molto più lunghi.
I tassi di sequestro del carbonio nelle praterie marine variano a seconda delle specie, delle caratteristiche dei sedimenti e della profondità dei suoli marini, ma in media il tasso di sequestro del carbonio è di circa 138 g di carbonio per m² per anno.
Gli habitat delle praterie marine sono minacciati dall'eutrofizzazione costiera, dall'aumento della temperatura dell'acqua di mare, dall'aumento della sedimentazione e dello sviluppo costiero, dall'innalzamento del livello del mare che può ridurre la luce disponibile per la fotosintesi, dalle specie invasive, dagli agenti patogeni, dalla sovrapesca.
Uno studio del 2009 ha documentato che la perdita di vegetazione è aumentata negli ultimi decenni, passando dallo 0,9% annuo prima del 1940 al 7% annuo nel 1990, con circa 1/3 delle perdite globali dalla Seconda guerra mondiale.
È stato scoperto che le praterie marine ripristinate iniziano a sequestrare il carbonio nei sedimenti entro circa quattro anni, il tempo necessario affinché la vegetazione marina raggiunga una densità di germogli sufficiente a causare la deposizione di sedimenti.

### Alghe

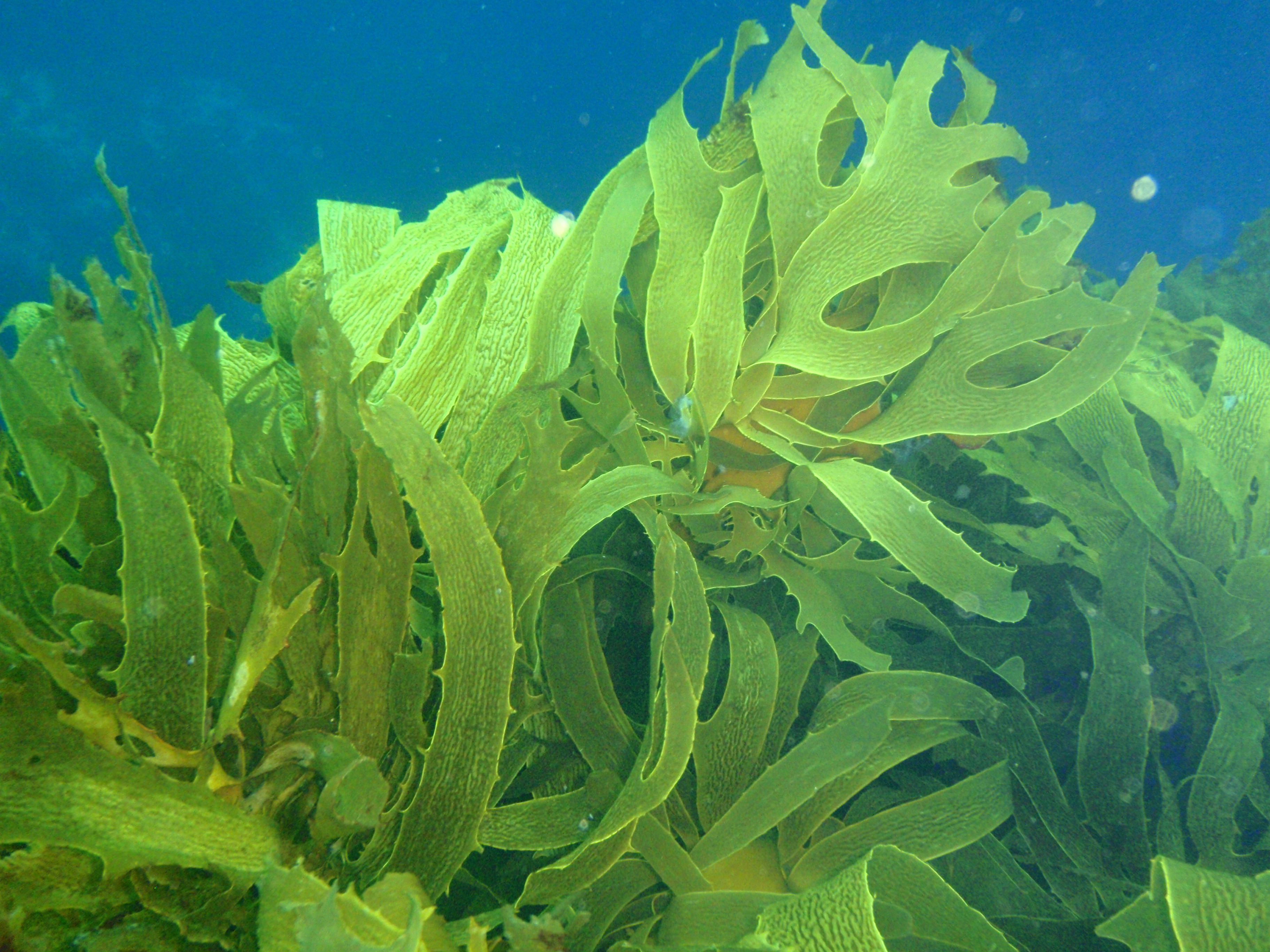
Foresta di kelp, nell'isola di Hen (Nuova Zelanda).

Le alghe, sia le macroalghe che le microalghe, sono studiate come possibili mezzi di cattura e sequestro del carbonio. Poiché le alghe mancano della lignina complessa delle piante terrestri, il carbonio delle alghe viene rilasciato nell'atmosfera più velocemente del carbonio catturato sulla terra.
A causa del loro alto contenuto lipidico, le microalghe sono state proposte come serbatoio di carbonio a breve termine da utilizzare come materia prima per la produzione di biocarburanti, biodiesel e biometano in particolare.
Le macroalghe, invece, non hanno un elevato contenuto lipidico e hanno un potenziale limitato come materia prima per il biodiesel, anche se possono essere utilizzate come materia prima per la produzione di altri biocarburanti, come nel caso del biochar; infatti, il biochar prodotto dalle macroalghe è più concentrato nei nutrienti per l'agricoltura rispetto al biochar prodotto da fonti terrestri.
Un altro approccio innovativo alla cattura del carbonio dalle alghe è il "Sistema integrato per la cattura del carbonio e la produzione di alghe a base di bicarbonato" (Bicarbonate-based Integrated Carbon Capture and Algae Production System, BICCAPS), frutto di una collaborazione tra Università dello Stato di Washington (Stati Uniti) e Dalian Ocean University (Cina). Molte specie di cianobatteri, microalghe e macroalghe possono utilizzare i carbonati come fonte di carbonio per la fotosintesi. Con il sistema BICCAPS, le microalghe alcalofile utilizzano il carbonio catturato dai gas di combustione sotto forma di bicarbonato. In Corea del Sud, le macroalghe sono state utilizzate come parte di un programma di mitigazione del riscaldamento globale, con la creazione di una fascia costiera di rimozione della CO₂ composta da ecosistemi naturali e artificiali. L'obiettivo è catturare il carbonio utilizzando vaste aree di foreste di kelp.

## Stechiometria
I principali nutrienti che determinano la crescita delle praterie marine sono il carbonio (C), l'azoto (N), il fosforo (P) e la luce necessaria alla fotosintesi. L'azoto e il fosforo possono essere ottenuti dall'acqua interstiziale dei sedimenti o dalla colonna d'acqua, e le praterie marine possono assorbire l'azoto sotto forma ammonio (NH+4) e di nitrato (NO−3).
Numerosi studi in tutto il mondo hanno rivelato che esiste un'ampia gamma di concentrazioni di C, N e P nelle praterie marine, a seconda della specie, della disponibilità di nutrienti o di altri fattori ambientali. Per esempio, le piante raccolte da ambienti ricchi di nutrienti hanno rapporti C/N e C/P inferiori rispetto alle piante raccolte da ambienti poveri di nutrienti. La stechiometria delle praterie marine non segue il rapporto Redfield, comunemente usato come indicatore della disponibilità di nutrienti per la crescita del fitoplancton. A seconda delle condizioni ambientali, le praterie marine possono essere limitate da P o N.
Un primo studio sulla stechiometria delle praterie marine ha suggerito che il rapporto Redfield tra N/P era di circa 30:1. Tuttavia, le concentrazioni di N e P non sono strettamente correlate, suggerendo che le praterie marine possono adattare il loro assorbimento di nutrienti in base a ciò che è disponibile nell'ambiente. Per esempio, praterie marine vicine ai campi fertilizzati con il guano degli uccelli hanno mostrato una percentuale maggiore di fosfato rispetto ai campi non fertilizzati. In alternativa, i letti di praterie marine in ambienti con tassi di carico più elevati e diagenesi della materia organica forniscono più fosforo, portando alla limitazione di azoto. La disponibilità di fosforo nella Thalassia testudinum è il nutriente limitante: la distribuzione dei nutrienti nella Thalassia testudinum varia tra 29,4-43,3% di C, 0,88-3,96% di N e 0,048-0,243% di P, con a un rapporto medio di 24,6 C/N, 937,4 C/P e 40,2 N/P. Queste informazioni possono anche essere utilizzate per caratterizzare la disponibilità di nutrienti di una baia o di un altro corpo idrico, difficile da misurare direttamente, campionando le praterie marine che vi abitano.
La disponibilità di luce è un altro fattore che può influenzare la stechiometria dei nutrienti delle praterie marine. La limitazione dei nutrienti può verificarsi solo quando l'energia da fotosintesi fa crescere le erbe marine più velocemente dell'afflusso di nuovi nutrienti. Infatti, gli ambienti con scarsa illuminazione tendono ad avere un rapporto C/N più basso. In alternativa, gli ambienti ricchi di azoto possono avere un effetto negativo indiretto sulla crescita delle praterie marine, promuovendo la crescita delle alghe che riducono la quantità di luce disponibile.
La variabilità dei nutrienti nei fondali marini può avere potenziali implicazioni per la gestione delle acque reflue negli ambienti costieri. Elevate quantità di rilasci di azoto antropogenico potrebbero causare eutrofizzazione in ambienti precedentemente limitati in azoto, portando a condizioni ipossiche nelle praterie di fanerogame marine e compromettendo la capacità di carico di quell'ecosistema.
Uno studio sui depositi annuali di C, N e P dalle praterie di Posidonia oceanica nella Spagna nord-orientale ha rilevato che la prateria catturava 198 g di carbonio per m² per anno, 13,4 g di azoto per m² per anno e 2,01 g di fosforo per m² per anno nei sedimenti. La successiva rimineralizzazione del carbonio dei sedimenti dovuta alla respirazione ha rilasciato circa l'8% del carbonio sequestrato, o 15,6 g di carbonio per m² per anno.

## Distribuzione degli ecosistemi
Le praterie marine, le mangrovie e le paludi sono habitat costieri con vegetazione che coprono circa 49 milioni di ettari in tutto il mondo. Man mano che gli habitat che sequestrano il carbonio vengono alterati e persi, il carbonio immagazzinato viene rilasciato nell'atmosfera. Il declino degli habitat costieri con vegetazione è osservato in tutto il mondo; gli esempi osservati nelle mangrovie sono dovuti alla pulizia degli stagni di gamberi come nel caso dell'Indonesia, mentre nelle praterie marine esistono cause naturali dovute a patogeni che possono essere esacerbati da effetti antropici. È difficile quantificare questa diminuzione, ma i ricercatori stimano che se gli ecosistemi di carbonio blu continueranno a diminuire, il 30-40% delle paludi e delle praterie e tutte le mangrovie potrebbero scomparire nel prossimo secolo.
La diminuzione delle praterie marine è dovuta a vari fattori tra cui siccità, qualità dell'acqua, pratiche agricole, specie invasive, agenti patogeni, pesca e riscaldamento globale.
Le foreste di mangrovie sono uno dei maggiori ecosistemi tropicali minacciati al mondo. Circa il 40% dell'area delle foreste di mangrovie è andato perduto negli ultimi tre decenni, perdite che superano quelle delle foreste pluviali tropicali e delle barriere coralline, due altri ambienti naturali minacciati. Circa il 75% delle mangrovie mondiali si trova in soli 15 paesi e solo l'8% si trova nelle aree protette. Circa il 15% delle mangrovie analizzate dall'Unione internazionale per la conservazione della natura (IUCN) si trova nella Lista rossa IUCN: 11 specie di mangrovia su 73 sono minacciate di estinzione.
Le dighe riducono la quantità di acqua dolce che raggiunge le mangrovie. Ha un ruolo anche la distruzione delle barriere coralline, che normalmente rallentano l'energia delle onde a un livello tollerabile per le mangrovie.
Le paludi salmastre possono non essere molto estese, ma hanno un tasso di seppellimento stimato di 87,2 ± 9,6 teragrammi (Tg) di carbonio per anno, che è oltre 50 volte superiore a quello delle foreste pluviali tropicali, 53 ± 9,6 Tg di carbonio per anno. Dal XIX secolo, le paludi salmastre, la cui importanza non era compresa, sono diminuite del 25%, il che ha portato a una diminuzione di questi serbatoi di carbonio, al rilascio di carbonio nell'atmosfera e ad un'accelerazione dei processi di erosione a causa della mancanza di biomassa vegetale.
Le ragioni del declino delle mangrovie, delle praterie marine e delle paludi sono il cambiamento dell'uso del suolo, gli effetti del clima e della siccità, le dighe costruite nello spartiacque, l'acquacoltura e l'agricoltura, lo sviluppo del terreno e l'innalzamento del livello del mare. Ciò può comportare una significativa diminuzione dell'habitat disponibile e quindi un aumento del carbonio rilasciato dai sedimenti. Con l'intensificarsi degli effetti antropici e del riscaldamento globale, l'efficienza dei serbatoi di assorbimento del carbonio blu diminuirà e le emissioni di CO₂ aumenteranno. La perdita di biomassa sotterranea (radici e rizomi) potrebbe trasformare questi habitat in fonti di carbonio anziché in serbatoi.

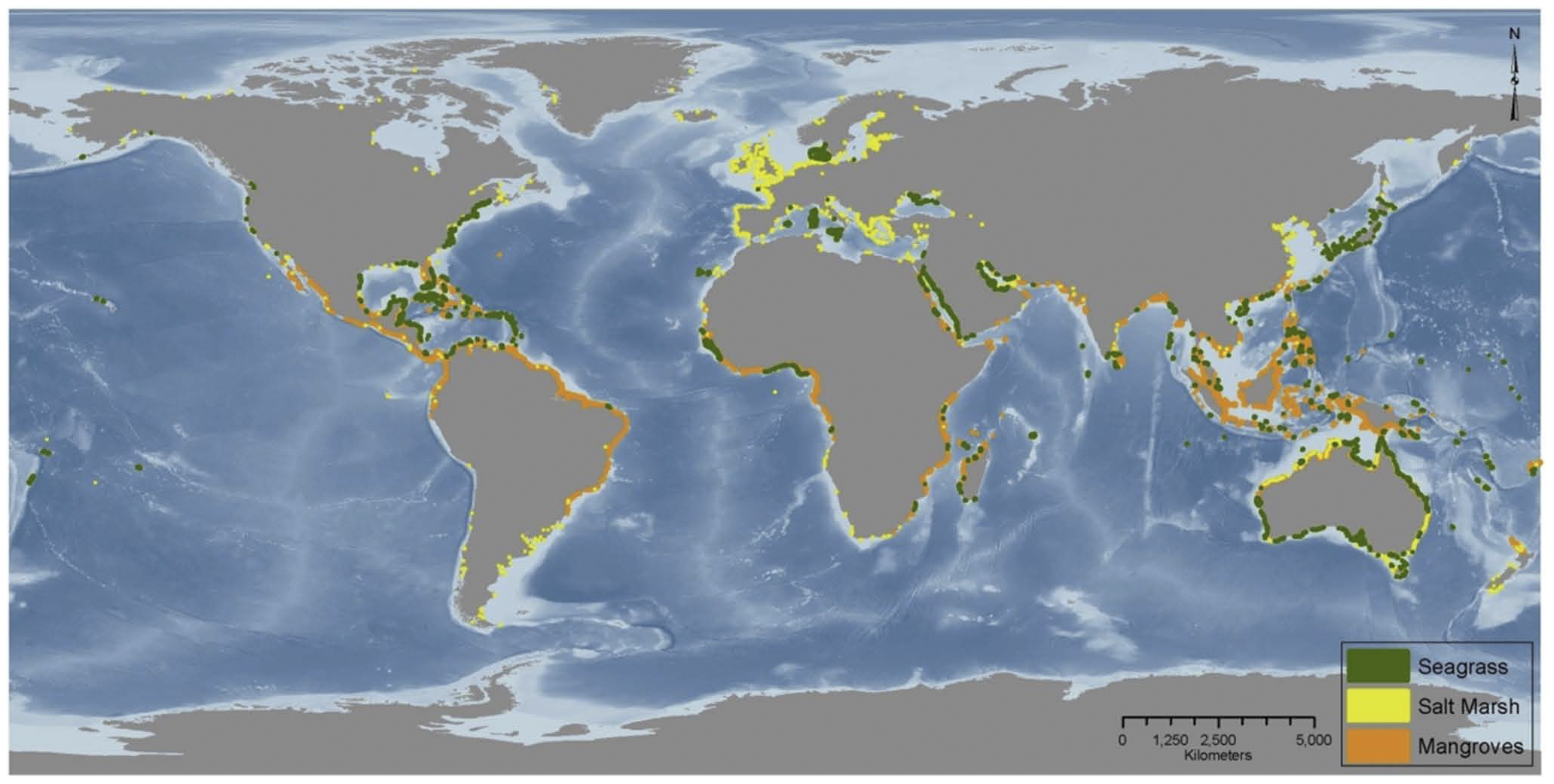
Distribuzione globale del carbonio blu.

## Sedimentazione e seppellimento del carbonio blu
Il carbonio organico viene sequestrato nel sistema oceanico solo se raggiunge il fondo marino ed è ricoperto da uno strato di sedimenti. La materia organica che non è sepolta da uno strato di sedimenti sufficientemente profondo è soggetta a risospensione a causa del cambiamento delle correnti oceaniche, della bioturbazione da parte di organismi che vivono nello strato superiore dei sedimenti marini e della decomposizione da parte di batteri eterotrofi. Il sequestro del carbonio si verifica solo se i tassi di seppellimento da parte dei sedimenti superano i tassi a lungo termine di erosione, bioturbazione e decomposizione.

### Variabilità spaziale della sedimentazione
La sedimentazione è la velocità con cui le particelle galleggianti o sospese affondano e si accumulano sul fondo del mare. Più veloce è la corrente, più sedimenti può raccogliere. Man mano che le correnti cariche di sedimenti rallentano, le particelle cadono in sospensione e si depositano sul fondo del mare. In altre parole, una corrente veloce può trasportare molti sedimenti pesanti, mentre una corrente lenta può trasportare solo minuscoli pezzi, il che accentua la variabilità della quantità di sedimenti sospesi e della velocità di deposizione.

#### Mare aperto
La zona pelagica ha tassi di sedimentazione molto bassi perché la maggior parte dei sedimenti che vi arrivano sono trasportati dal vento, che rappresenta solo una piccola parte dell'apporto totale di sedimenti agli oceani. Inoltre, c'è molta meno vita vegetale e animale che vive in mare aperto e, di conseguenza, i tassi di seppellimento del carbonio sono bassi.

#### Litorali
I litorali hanno tassi di sedimentazione elevati a causa dell'apporto di sedimenti dai fiumi, che rappresentano la stragrande maggioranza dell'apporto di sedimenti nei mari. Nella maggior parte dei casi i sedimenti si depositano in prossimità della foce o vengono trasportati a riva dalle onde. In alcuni punti, i sedimenti cadono nei canyon sottomarini e vengono trasportati fuori dalla piattaforma continentale, se il canyon è abbastanza grande o la piattaforma è stretta.
I litorali contengono anche specie marine diverse e abbondanti, specialmente in luoghi che subiscono periodiche risalite. Una vita marina più abbondante combinata con tassi di sedimentazione più elevati nei litorali crea zone critiche per il seppellimento del carbonio.

#### Canyon sottomarini
Le correnti marine trasportano i sedimenti sulla piattaforma in direzione costiera e attraversano perpendicolarmente i canyon sottomarini. Al di sopra di queste acque molto più profonde, le correnti rallentano e depositano sedimenti. I tassi di seppellimento del carbonio nel canyon di Nazaré, al largo del Portogallo, sono 30 volte maggiori rispetto al pendio continentale adiacente. Questo canyon da solo rappresenta circa lo 0,03% del seppellimento globale di carbonio organico terrestre nei sedimenti marini, mentre rappresenta solo lo 0,0001% della superficie del fondo oceanico globale.

### Cambiamenti causati dagli uomini
Gli esseri umani hanno alterato i cicli sedimentari su larga scala per migliaia di anni attraverso una serie di meccanismi.
L'effetto netto degli esseri umani sul ciclo sedimentario globale è una drastica riduzione della quantità di sedimenti che raggiungono l'oceano. La costruzione di dighe e la canalizzazione dei fiumi crea una serie di problemi nelle zone costiere, tra cui delta che affondano, spiagge che si restringono e paludi salmastre che scompaiono. Inoltre, la capacità dei litorali di seppellire il carbonio blu potrebbe essere compromessa. Distruggere la capacità degli ecosistemi costieri di sequestrare il carbonio blu accelererà il cambiamento climatico.

#### Agricoltura / disboscamento
Il primo grande cambiamento nel ciclo sedimentario globale si è verificato quando gli esseri umani hanno iniziato a disboscare la terra per coltivare. In un ecosistema naturale, le radici delle piante trattengono i sedimenti quando piove. Alberi e arbusti riducono la quantità di pioggia che colpisce i suoli e crea ostacoli attorno ai quali devono scorrere i corsi d'acqua della foresta. Quando tutta la vegetazione scompare, le precipitazioni hanno un impatto diretto e dilavano il suolo. Per questo motivo, il disboscamento comporta un aumento dei tassi di erosione rispetto a un sistema naturale.

#### Dighe
Le prime dighe risalgono al 3 000 a.C. e furono costruite per controllare le piene e per irrigare i campi. Quando il fiume carico di sedimenti raggiunge il serbatoio di una diga, l'acqua rallenta a mano a mano che si accumula. I sedimenti vengono depositati prima che l'acqua passi attraverso la diga. L'uso di dighe per controllare le inondazioni riduce la capacità dei canali a valle di produrre sedimenti. Poiché la stragrande maggioranza della sedimentazione si verifica durante le inondazioni, la ridotta frequenza e intensità delle inondazioni può alterare drasticamente il deposito dei sedimenti. Per migliaia di anni ci sono state troppo poche dighe per avere un impatto significativo sui cicli sedimentari globali, ad eccezione degli impatti locali in alcuni delta fluviali come quello del Nilo. Tuttavia, la divulgazione dell'energia idroelettrica, a partire dalla fine del XIX secolo, ha causato un enorme sviluppo nella costruzione di dighe e attualmente solo un terzo dei fiumi più grandi del mondo scorre senza ostacoli verso il mare.

#### Canalizzazione
In un sistema naturale, le sponde di un fiume serpeggiano a mano a mano che diversi canali erodono, si accumulano, si aprono o si chiudono. Le inondazioni stagionali travolgono regolarmente gli argini dei fiumi e depositano sostanze nutritive nelle pianure alluvionali adiacenti. Questi servizi sono essenziali per gli ecosistemi naturali, ma possono danneggiare le infrastrutture umane vicino ai fiumi. Per questo motivo, i fiumi nelle aree popolate sono spesso incanalati, il che significa che le loro sponde e talvolta i loro letti sono irregimentati con rocce o cemento, il che impedisce l'erosione e lo spostamento del flusso, inibendo anche la sedimentazione.

### Altri fattori che influenzano il sequestro di carbonio

#### Densità di vegetazione
La densità della vegetazione nelle mangrovie, nelle praterie marine e nelle paludi è un fattore importante nei tassi di seppellimento del carbonio. La densità della vegetazione deve essere sufficiente per modificare i flussi d'acqua in modo tale da ridurre l'erosione e aumentare la deposizione di sedimenti.

#### Carico di nutrienti
Sono stati osservati aumenti della cattura e del sequestro del carbonio negli ecosistemi di mangrovie e alghe che sono stati soggetti a carichi elevati di nutrienti intenzionalmente o come conseguenza delle attività umane. La fertilizzazione intenzionale è stata utilizzata nel ripristino delle praterie marine installando posatoi per uccelli marini nei prati vicini in modo che il loro guano funga da fertilizzante. La fertilizzazione consente la crescita di varietà di alghe a crescita rapida. La composizione delle specie di queste praterie è nettamente diversa da quella della prateria marina originale, anche se una volta che la prateria è stata ristabilita e la fertilizzazione è completa, le praterie ritornano a una composizione di specie più vicina a una prateria indisturbata. La ricerca sui suoli delle mangrovie del Mar Rosso ha dimostrato che l'aumento del carico di nutrienti non aumenta la mineralizzazione del carbonio e il successivo rilascio di CO₂.
Questo effetto neutro della fertilizzazione non è risultato essere vero in tutti i tipi di foreste di mangrovie. Anche i tassi di sequestro del carbonio sono aumentati in queste foreste a causa dell'aumento dei tassi di crescita delle mangrovie. Nelle foreste dove aumenta la respirazione cellulare, anche la crescita delle mangrovie è aumentata sino a sei volte il tasso normale.

## Approcci tecnici al carbonio blu
Nel 2001, uno studio del dipartimento statunitense dell'energia ha proposto di replicare un processo naturale di sequestro del carbonio nell'oceano combinando acqua ricca di CO₂ con carbonato (CO3) per produrre un impasto di bicarbonato (HCO3).
In pratica, il processo ingegneristico potrebbe comportare l'idratazione della CO₂ dai gas di scarico delle centrali elettriche e il suo passaggio attraverso un letto poroso di calcare per "fissare" il carbonio in una soluzione satura di bicarbonato. Questa soluzione potrebbe quindi essere depositata in mare per affondare nelle profondità dell'oceano. Il costo di questo processo, dalla cattura al seppellimento nell'oceano, è stato stimato tra i 90 e i 180 dollari per tonnellata di CO₂ a seconda della distanza di trasporto del calcare, dell'acqua di mare e della soluzione di bicarbonato risultante.
I benefici attesi dalla produzione di bicarbonato rispetto alla CO₂ disciolta nell'acqua di mare sarebbero una minore acidità dell'oceano e un seppellimento prolungato prima che il carbonio catturato venga rilasciato nuovamente nell'atmosfera.